# La Délicatesse (film)
Pour plus de détails, voir Fiche technique et Distribution.
La Délicatesse est une comédie romantique française réalisée par Stéphane et David Foenkinos, d'après le roman éponyme de ce dernier, sortie le 21 décembre 2011.

## Synopsis

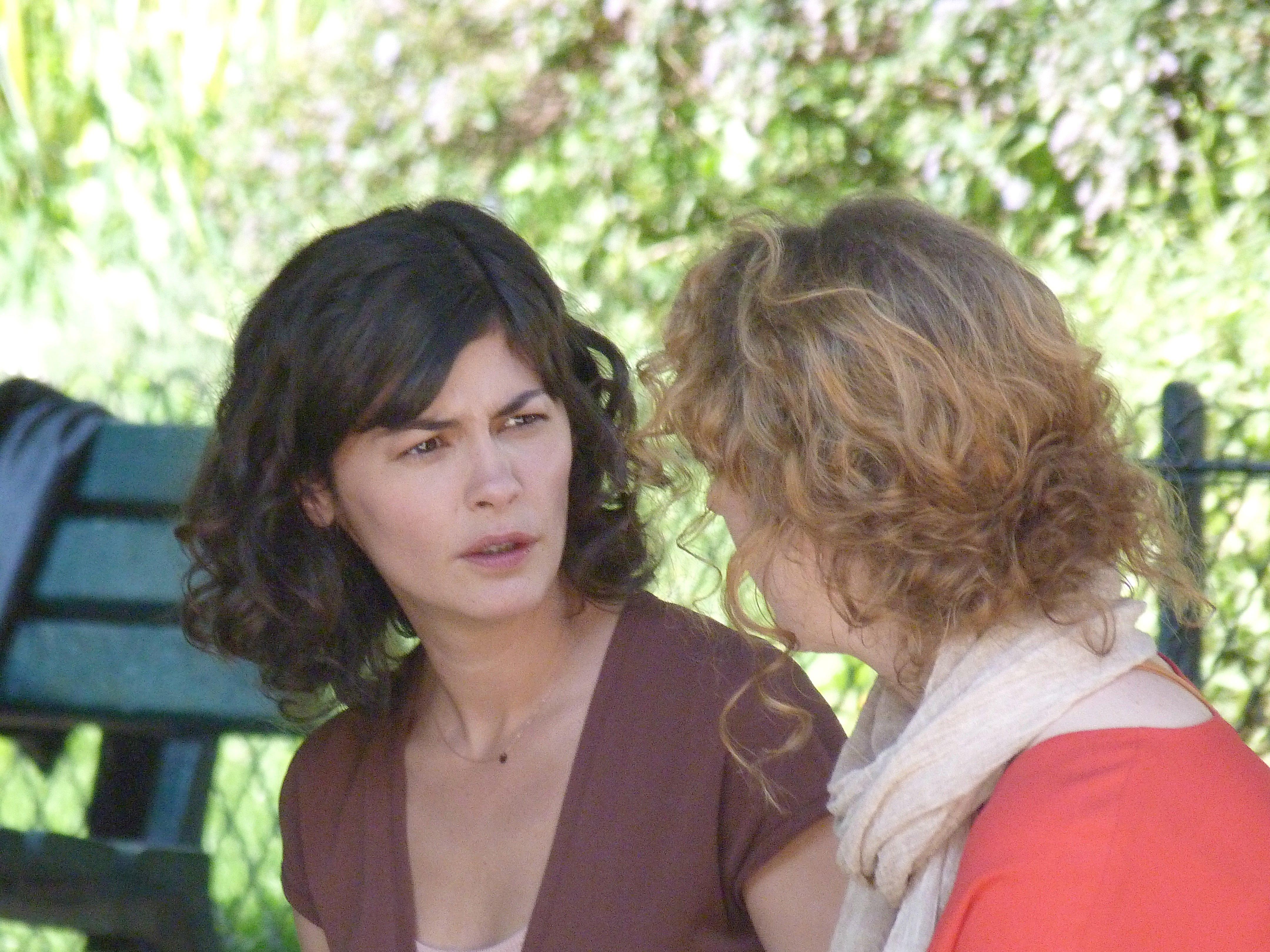
Audrey Tautou et Joséphine de Meaux sur le tournage d'une scène du film.

Nathalie (Audrey Tautou) nage dans le bonheur : elle a un bon poste dans une entreprise, est jeune et en bonne santé et mariée à l'homme de sa vie. Le jour où son mari meurt, percuté par une voiture, sa vie bascule. Perdant le goût de la vie, Nathalie passe plusieurs années plongée dans ses dossiers de travail, jusqu'au jour où elle embrasse, sur une impulsion inexpliquée, Markus (François Damiens), homme anonyme et sans relief qui travaille au sein de la même entreprise. Ce jour-là, tout change. Son histoire avec Markus est pleine de richesses, d'incompatibilités, de surprises et de nouveautés. Cette idylle va faire revivre Nathalie, va lui redonner goût à la vie, alors que dans son entourage tout le monde se pose des questions.

## Fiche technique
- Titre original : La Délicatesse
- Réalisation : Stéphane Foenkinos et David Foenkinos
- Scénario et dialogues : David Foenkinos d'après son roman La Délicatesse
- Photographie : Rémy Chevrin (AFC)
- Montage : Virginie Bruant
- Musique : Émilie Simon
- Production : André Logie, Xavier Rigault, Marc-Antoine Robert
- Genre : comédie romantique
- Pays d'origine :  France
- Langue originale : français
- Format : couleur - 35 mm
- Durée : 108 minutes (1 h 48)
- Dates de sortie :
  -  France : 21 décembre 2011

## Distribution
- Audrey Tautou : Nathalie
- François Damiens : Markus
- Joséphine de Meaux : Sophie, la meilleure amie de Nathalie
- Bruno Todeschini : Charles Delamain, le directeur général
- Mélanie Bernier : Chloé
- Pio Marmaï : François, le mari de Nathalie
- Ariane Ascaride : la mère de Nathalie
- Christophe Malavoy : le père de Nathalie
- Monique Chaumette : Madeleine, la grand-mère de Nathalie
- Audrey Fleurot : Ingrid, la secrétaire de Delamain
- Marc Citti : Pierre, le compagnon de Sophie
- Vittoria Scognamiglio : la mère de François
- Alexandre Pavloff : Benoît, un membre de l'équipe de Nathalie
- Olivier Cruveiller : le père de François
- Gwendolyn Gourvenec : l'amie de Pierre
- Sasha Spielberg : la femme du couple de touristes
- Sébastien Thiéry : le dragueur

## Autour du film
- Le montage du film s'est effectué alors que le roman qu'il reprend était juste publié. Le succès du roman arrive peu avant la sortie du film.
- La scène de la rencontre entre Audrey Tautou et Pio Marmaï a été tournée au restaurant Les Cailloux[1], situé dans le 13e arrondissement. Quelques scènes du film ont également été tournées dans le square Maurice-Gardette (11e arrondissement).
- Audrey a été engagée sur les suggestions de l'amie du réalisateur, et compositrice du film Émilie Simon. Elles étaient très proches et avaient vécu un drame similaire au sujet du film presque au même moment. Émilie est le témoin de mariage d'Audrey.

## Distinctions
- Festival du film de Sarlat 2011 : prix d'interprétation masculine pour François Damiens
- César 2012 : nominations pour le César du meilleur premier film et le César de la meilleure adaptation